# Japan Soccer League Cup 1985
La Japan Soccer League Cup 1985 è stata la decima edizione del torneo calcistico organizzato dalla Japan Soccer League, massimo livello del campionato giapponese di calcio.

## Risultati

### Primo turno
Le gare del primo turno preliminare si sono disputate il 23 giugno 1985.
| Squadra 1           | Risultato            | Squadra 2         |
| ------------------- | -------------------- | ----------------- |
| Toyota Motors       | 1 - 1 6 - 5 (d.c.r.) | Mazda             |
| Fujita              | 2 - 0                | Nippon Steel      |
| Honda Motor         | 6 - 0                | TDK               |
| Toshiba             | 1 - 0                | Hitachi           |
| Tanabe Pharma       | 1 - 5                | Furukawa Electric |
| Matsushita Electric | 2 - 1                | Sumitomo Metals   |
| Nippon Kokan        | 5 - 0                | Kyoto Police      |
| Yanmar Diesel       | 3 - 1                | Kofu Club         |

### Secondo turno
Le gare del primo turno preliminare si sono disputate il 29 giugno.
| Squadra 1           | Risultato            | Squadra 2         |
| ------------------- | -------------------- | ----------------- |
| ANA Yokohama        | 1 - 1 4 - 5 (d.c.r.) | Fujita            |
| Honda Motor         | 3 - 0                | Fujitsu           |
| Yamaha Motors       | 1 - 0                | Toyota Motors     |
| Toshiba             | 2 - 5                | Yomiuri           |
| Osaka Gas           | 1 - 4                | Furukawa Electric |
| Matsushita Electric | 2 - 0                | Seino             |
| Mitsubishi HI       | 2 - 1                | Nippon Kokan      |
| Yanmar Diesel       | 0 - 5                | Nissan Motors     |

### Quarti di finale
Le gare dei quarti di finale del torneo si sono svolte il 30 giugno: delle otto squadre partecipanti, il Matsushita Electric milita nel secondo raggruppamento della Japan Soccer League.
| Squadra 1         | Risultato            | Squadra 2           |
| ----------------- | -------------------- | ------------------- |
| Fujita            | 1 - 1 4 - 5 (d.c.r.) | Honda Motor         |
| Yamaha Motors     | 1 - 3                | Yomiuri             |
| Furukawa Electric | 1 - 0                | Matsushita Electric |
| Mitsubishi HI     | 0 - 4                | Nissan Motors       |

### Semifinale
Le due gare di semifinale si sono disputate il 6 luglio.
| Squadra 1         | Risultato | Squadra 2     |
| ----------------- | --------- | ------------- |
| Honda Motor       | 1 - 3     | Yomiuri       |
| Furukawa Electric | 0 - 1     | Nissan Motors |

### Finale
L'incontro di finale del torneo si svolse a Nagoya il 7 luglio 1985: per entrambe le squadre si tratta della seconda finale disputata.
| Toyohashi 7 luglio 1985, ore 14:00 UTC+9                   | Yomiuri   | 2 – 0 | Nissan Motors | Mizuho Athletic Stadium |
| \| \| \| \| \| Totsuka 43’ Paterson 85’ \| Marcatori \| \| |           |       |               |                         |
|                                                            |           |       |               |                         |
| Totsuka 43’ Paterson 85’                                   | Marcatori |       |               |                         |